# Maria Teresa Fasce
Maria Giovanna Fasce, OSA , řeholním jménem Maria Teresa (27. prosince 1881 Torriglia – 18. ledna 1947 Cascia) byla italská římskokatolická řeholnice augustiniánského řádu, působící jako abatyše kláštera v Cascii. Katolická církev ji uctívá jako blahoslavenou.

## Život
Narodila se dne 27. prosince 1881 v obci Torriglia rodičům Eugeniu Fascemu a jeho druhé manželce Terese Valente. Měla sedm sourozenců. Její příbuzní ji přezdívali „Marietta“. Její matka zemřela v roce 1889, což přimělo její nejstarší sestru Luigii, aby se postarala o ni a další mladší sourozence.
V mládí učila děti katechismus a oblíbila si životopis a charisma sv. Augustina a sv. Rity z Cascie, kdy se roku 1900 zúčastnila v Římě jejího svatořečení. V té době se rozhodla stát řeholnicí. V Janově se setkala s knězem Marianem Ferriellem, který se stal jejím zpovědníkem. Ten ji také podpořil při rozhodnutí vstoupit do zasvěceného života.
Požádala o přijatí do kláštera augustiniánek v Cascii, avšak zpočátku nebyla přijata, což se stalo až 22. června 1906 poté, co se znovu přihlásila. Dne 25. prosince 1906 přijala řeholní hábit a 25. prosince 1907 složila své první dočasné řeholní sliby. Zvolila si řeholní jméno Maria Teresa. V červnu roku 1910 se vrátila domů na období hlubokého zamyšlení a v květnu roku 1911 se do kláštera vrátila s úmyslem zde doživotně setrvat. Dne 22. března 1912 složila své doživotní řeholní sliby. Během období první světové války byla dne 17. července 1914 jmenována novicmistrní. V letech 1917–1920 zastávala funkci vikářky abatyše svého kláštera a dne 12. srpna 1920 byla jednomyslně zvolena jeho abatyší, kterou poté byla až do své smrti.

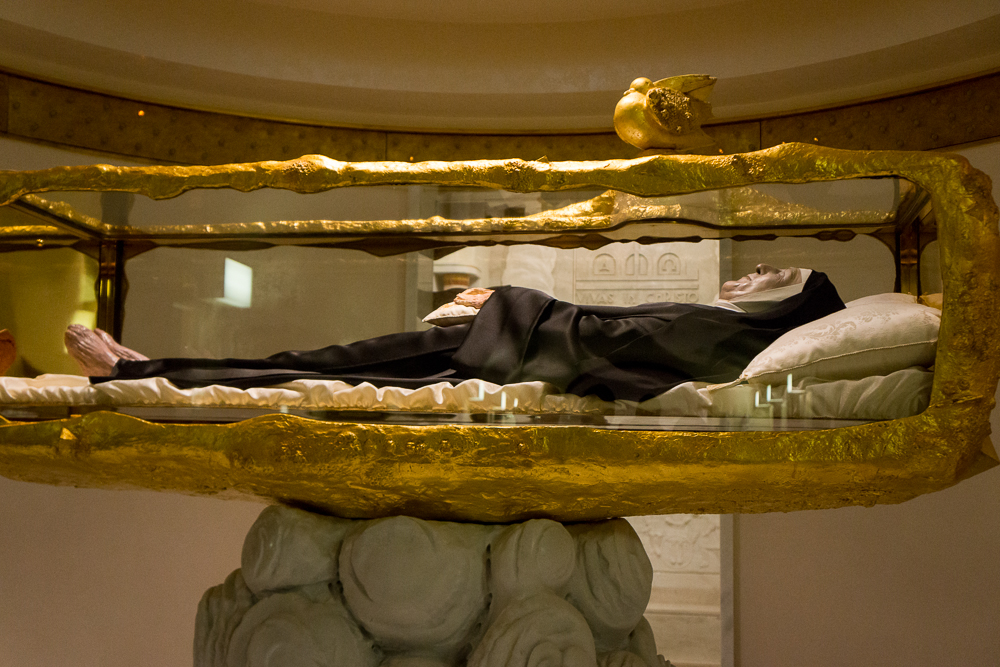
Její hrobka v kryptě baziliky sv. Rity v Cascii

V roce 1923 zahájila fungování zpravodaje Dalle Api alle Rose (první vydání vyšlo 22. května 1923), který měl za cíl propagaci kultu sv. Rity z Cascie. Trpěla zhoubným nádorem na pravém prsu a musela na něm podstoupit dvě operace. O svém nádoru hovořila jako o svém „pokladu“, který byl tím nejkrásnějším darem, který jí Ježíš Kristus dal. Měla však další zdravotní potíže, jako cukrovka 2. typu, astma, srdeční problémy nebo nadváha, která jí způsobovala potíže s chůzí. Roku 1925 zahájila stavbu dívčího sirotčince, který byl pod jejím vedením dokončen roku 1938. Stavba byla závislá na dobročinných darech a práce byla pomalá kvůli špatné ekonomické situaci.
Zemřela dne 18. ledna 1947 v Cascii. Její ostatky jsou uchovávány v průhledném sarkofágu v kryptě baziliky sv. Rity v Cascii, ve které spočívají také ostatky sv. Rity z Cascie.

## Úcta
Dne 11. července 1995 ji papež sv. Jan Pavel II. podepsáním dekretu o jejích hrdinských ctnostech prohlásil za ctihodnou. Dne 7. července 1997 byl uznán zázrak na její přímluvu, potřebný pro její blahořečení.
Blahořečena pak byla dne 12. října 1997 na Svatopetrském náměstí papežem sv. Janem Pavlem II.
Její památka je připomínána 18. ledna. Bývá zobrazována v řeholním oděvu.